# Bảo tàng Vùng Grodzisk
Bảo tàng Vùng Grodzisk (tiếng Ba Lan: Muzeum Ziemi Grodziskiej) là một bảo tàng tọa lạc tại số 12 Phố Kolejowa, Grodzisk Wielkopolski, Ba Lan. Phương châm hoạt động của Bảo tàng là thu thập và giới thiệu các hiện vật và kỷ vật có liên quan đến lịch sử của Grodzisk Wielkopolski và các khu vực lân cận.

## Lược sử hình thành
Bảo tàng đầu tiên của Vùng Grodzisk được thành lập vào năm 1937 theo khởi xướng của thị trưởng Roman Mazurkiewicz. Tuy nhiên, do Chiến tranh thế giới thứ hai, phần lớn các bộ sưu tập của bảo tàng này đã bị mất.
Bảo tàng Vùng Grodzisk hiện nay được thành lập vào năm 1967. Ban đầu, các bộ sưu tập của Bảo tàng được đặt trong hai phòng nhỏ của Trung tâm cộng đồng địa phương. Năm 1989, Bảo tàng tạm đình chỉ hoạt động. Hai năm sau, các bộ sưu tập của Bảo tàng được chuyển đến trưng bày trong hai phòng của Trang viên Łubieński, và Bảo tàng mở cửa đón công chúng trở lại.

## Triển lãm
Bộ sưu tập của Bảo tàng Vùng Grodzisk hiện đang bao gồm các triển lãm sau: khảo cổ học, dân tộc học (trang phục dân gian và vật dụng hàng ngày), lịch sử (tài liệu lưu trữ về các tổ chức xã hội hoạt động trong thị trấn), quân sự (vũ khí, huân chương, quân phục và triển lãm ngoài trời về thiết bị bọc thép), và các cuộc triển lãm về sản xuất bia.